# 美妙振动
《美妙振动》（英语：Good Vibrations）是一首美国摇滚乐队海灘男孩的歌曲，于1966年10月作为单曲发行，B面曲为专辑《Pet Sounds》中的纯器乐曲。这首歌由布赖恩·威尔逊谱曲并制作，由迈克·洛夫作词。歌曲在发行后立刻取得巨大成功，在多个国家（包括英国与美国）的榜单中均位列榜首，同时也得到了诸多专业人士的高度赞誉。
对于这首歌，威尔逊进一步把录音室作为一件乐器使用，这使得整个歌曲有着极其复杂的编曲及录音技巧。它的成功在1966年为海灘男孩赢得了一个格萊美獎的提名，并最终于1994年被选入格莱美名人堂。作为一首反文化运动年代的早期迷幻流行经典，该曲被广泛认为是摇滚乐历史上最伟大的作品之一，在各大榜单上均受到很高的评价。它于1997年被票选为“Mojo史上百佳唱片”榜单的第一位，并在《滚石》杂志的“史上最伟大的500首歌曲”榜单上位列第六位。在1995年，也入选了“摇滚名人堂500首塑造了摇滚乐的歌曲名单”。